# Frank Hoppensteadt
Frank Charles Hoppensteadt (* 29. April 1938 in Oak Park, Illinois) ist ein US-amerikanischer Mathematiker, der sich mit Biomathematik befasst. 
Frank Hoppensteadt studierte Physik und Mathematik an der Butler University mit dem Bachelor-Abschluss 1960 sowie an der University of Wisconsin–Madison, an der er 1962 seinen Master-Abschluss erhielt und 1965 bei Fred Guenther Brauer promoviert wurde (Singular Perturbations on the Infinite Interval). Ab 1965 war er Assistant Professor an der Michigan State University in East Lansing, ab 1968 Associate Professor und später Professor an der New York University (Courant Institute, bis 1979) sowie von 1977 bis 1986 Professor an der University of Utah in Salt Lake City, wo er auch der Mathematikfakultät vorstand. Ab 1986 war er Dekan am College of Natural Science der Michigan State University sowie ab 2004 Professor für Mathematik und Elektrotechnik an der Arizona State University und Direktor des Center for System Science and Engineering Research.
Er befasst sich mit verschiedenen Aspekten der Theoretischen Biologie wie neuronale Netzwerke, Ausbreitung von Krankheiten, Populationsdynamik.
Hoppensteadt war Christenson Fellow am St Catharine’s College in Oxford und ist Fellow der American Association for the Advancement of Science.
1998 war er eingeladener Sprecher auf dem Internationalen Mathematikerkongress in Berlin (Canonical models in mathematical neuroscience, mit Eugene Izhikevich).

## Schriften
- Mathematical methods for analysis of a complex disease, Courant Lecture Notes in Mathematics 2011
- mit Eugene M. Izhikevich: Weakly connected neural networks, Springer 1997
- Analysis and simulation of chaotic systems, Springer, 1993, 2. Auflage 2000
- mit Charles S. Peskin: Modeling and simulation in medicine and the life sciences, Springer, 2. Auflage 2002 (zuerst als Mathematics in medicine and the life sciences, 1992)
- mit Anatoli Skorochod, Habib Salehi: Random perturbation methods with applications in science and engineering, Springer Verlag 2002
- Quasi-static state analysis of differential, difference, integral, and gradient systems, Courant Lecture Notes in Mathematics, 2010
- Getting Started in Mathematical Biology (PDF; 197 kB). Notices of American Mathematical Society, Sept. 1995.
- Mathematical theories of populations : demographics, genetics and epidemics, SIAM 1975
- An introduction to the mathematics of neurons, Cambridge University Press 1986
- als Herausgeber: Nonlinear oscillations in biology, AMS 1979
- als Herausgeber: Mathematical aspects of physiology, AMS 1981